# تقسیمات کشوری جمهوری آذربایجان
جمهوری آذربایجان یکی از کشورهای واقع در منطقهٔ قفقاز جنوبی است و پایتخت آن شهر بندری باکو در ساحل غربی دریای خزر است. این کشور که سرزمین آن در ۲ قارهٔ آسیا و اروپا گسترده شده است، ۸۶٬۵۶۸ کیلومتر مربع وسعت دارد و جمعیت آن نیز در سال ۲۰۲۰ بالغ بر ۱۰٬۰۶۷٬۱۰۰ نفر بوده است.
سرزمین جمهوری آذربایجان در سطح اول تقسیمات کشوری به ۱۴ بخش تحت عنوان «رایون اقتصادی» یا «استان» تقسیم شده است؛ این بخش‌ها شامل منطقهٔ شهری باکو و جمهوری خودمختار نخجوان هم هستند. در سطح اول تقسیمات کشوری، استان قبه-خاچماز و بخشی از شمال استان آب‌شوران-خیزی، بخش‌های اروپایی جمهوری آذربایجان به شمار می‌روند. جمهوری خودمختار نخجوان نیز به خاک اصلی جمهوری آذربایجان متصل نیست و برون‌بوم این کشور محسوب می‌شود.
جمهوری آذربایجان در سطح دوم تقسیمات کشوری به ۷۴ بخش  تقسیم شده که شامل ۶۳ «رایون» یا «شهرستان» و ۱۱ «شهر تابع جمهوری» است. شهرهای تابع جمهوری دارای محدودهٔ مستقل زیر نظر حکومت مرکزی هستند و تابع شهرستان‌ها نیستند؛ البته ۳ شهر تابع جمهوری لنکران، شکی و یولاخ مرکز شهرستان‌های همنام خود (شهرستان‌های لنکران، شکی و یولاخ) هستند و برخلاف ۸ شهر دیگر تابع جمهوری، در تقسیمات کشوری، محدوده‌ای مستقل از شهرستان‌های خود ندارند. در سطح دوم تقسیمات کشوری، بخش‌هایی از ۲ شهرستان قزاق و صدرک در داخل خاک ارمنستان قرار گرفته‌اند و برون‌بوم جمهوری آذربایجان به شمار می‌روند. همچنین بخشی از خاک ارمنستان به صورت برون‌بوم در داخل شهرستان گده‌بی قرار گرفته است و جزء خاک جمهوری آذربایجان محسوب نمی‌گردد.
پس از امضای توافقنامه آتش‌بس ناگورنو قره‌باغ در سال ۲۰۲۰، شهر تابع جمهوری خان‌کندی و بخش‌هایی از شهرستان‌های ترتر، کلبجر، لاچین، خواجه‌وند، شوشی و خواجه‌لی همچنان تحت حاکمیت جمهوری آرتساخ قرار دارند.

## تقسیمات کشوری
فهرست تقسیمات کشوری جمهوری آذربایجان در سطوح اول و دوم، به همراه مساحت و جمعیت آن‌ها طبق آخرین آمار دولتی (سال ۲۰۲۰) به شرح زیر است:
| نام استان (سطح اول) | شهرستان‌ها (سطح دوم) | جمعیت شهرستان‌ها (۲۰۲۰) | مساحت شهرستان‌ها (km²) | شهرها (مرکز*) | جمعیت استان (۲۰۲۰) | مساحت استان (km²) | نقشه                                                   |
| ------------------- | ------------------- | ---------------------- | --------------------- | --- | ------------------ | ----------------- | ------------------------------------------------------ |
| آب‌شوران-خیزی        | آب‌شوران             | ۲۱۴٬۱۰۰                | ۱٬۹۷۰                 | خیردالان خیزی سومقاییت*                                                                                                  | ۵۷۶٬۵۰۰            | ۳٬۷۳۰             | موقعیت استان آب‌شوران-خیری در نقشهٔ جمهوری آذربایجان     |
| آب‌شوران-خیزی        | خیزی                | ۱۷٬۱۰۰                 | ۱٬۶۷۰                 | خیردالان خیزی سومقاییت*                                                                                                  | ۵۷۶٬۵۰۰            | ۳٬۷۳۰             | موقعیت استان آب‌شوران-خیری در نقشهٔ جمهوری آذربایجان     |
| آب‌شوران-خیزی        | سومقاییت            | ۳۴۵٬۳۰۰                | ۹۰                    | خیردالان خیزی سومقاییت*                                                                                                  | ۵۷۶٬۵۰۰            | ۳٬۷۳۰             | موقعیت استان آب‌شوران-خیری در نقشهٔ جمهوری آذربایجان     |
| اران مرکزی          | آغ‌داش               | ۱۱۱٬۱۰۰                | ۱٬۰۲۰                 | آغ‌داش اوجار زرداب کردامیر گوی‌چای مینگه‌چویر* یولاخ                                                                        | ۷۳۵٬۳۰۰            | ۶٬۶۹۰             | موقعیت استان اران مرکزی در نقشهٔ جمهوری آذربایجان       |
| اران مرکزی          | اوجار               | ۸۹٬۵۰۰                 | ۸۳۰                   | آغ‌داش اوجار زرداب کردامیر گوی‌چای مینگه‌چویر* یولاخ                                                                        | ۷۳۵٬۳۰۰            | ۶٬۶۹۰             | موقعیت استان اران مرکزی در نقشهٔ جمهوری آذربایجان       |
| اران مرکزی          | زرداب               | ۵۹٬۳۰۰                 | ۸۶۰                   | آغ‌داش اوجار زرداب کردامیر گوی‌چای مینگه‌چویر* یولاخ                                                                        | ۷۳۵٬۳۰۰            | ۶٬۶۹۰             | موقعیت استان اران مرکزی در نقشهٔ جمهوری آذربایجان       |
| اران مرکزی          | کردامیر             | ۱۱۷٬۹۰۰                | ۱٬۶۳۰                 | آغ‌داش اوجار زرداب کردامیر گوی‌چای مینگه‌چویر* یولاخ                                                                        | ۷۳۵٬۳۰۰            | ۶٬۶۹۰             | موقعیت استان اران مرکزی در نقشهٔ جمهوری آذربایجان       |
| اران مرکزی          | گوی‌چای              | ۱۲۱٬۷۰۰                | ۷۴۰                   | آغ‌داش اوجار زرداب کردامیر گوی‌چای مینگه‌چویر* یولاخ                                                                        | ۷۳۵٬۳۰۰            | ۶٬۶۹۰             | موقعیت استان اران مرکزی در نقشهٔ جمهوری آذربایجان       |
| اران مرکزی          | مینگه‌چویر           | ۱۰۶٬۱۰۰                | ۱۴۰                   | آغ‌داش اوجار زرداب کردامیر گوی‌چای مینگه‌چویر* یولاخ                                                                        | ۷۳۵٬۳۰۰            | ۶٬۶۹۰             | موقعیت استان اران مرکزی در نقشهٔ جمهوری آذربایجان       |
| اران مرکزی          | یولاخ               | ۱۲۹٬۷۰۰                | ۱٬۴۷۰                 | آغ‌داش اوجار زرداب کردامیر گوی‌چای مینگه‌چویر* یولاخ                                                                        | ۷۳۵٬۳۰۰            | ۶٬۶۹۰             | موقعیت استان اران مرکزی در نقشهٔ جمهوری آذربایجان       |
| باکو                | باکو                | ۲٬۲۹۳٬۱۰۰              | ۲٬۱۴۰                 | باکو* | ۲٬۲۹۳٬۱۰۰          | ۲٬۱۴۰             | موقعیت باکو در نقشهٔ جمهوری آذربایجان                   |
| زنگزور شرقی         | جبرئیل              | ۸۱٬۷۰۰                 | ۱٬۰۵۰                 | جبرئیل زنگلان قبادلی کلبجر لاچین* (بردزور)                                                                               | ۳۴۱٬۲۰۰            | ۷٬۴۷۰             | موقعیت استان زنگزور شرقی در نقشهٔ جمهوری آذربایجان      |
| زنگزور شرقی         | زنگلان              | ۴۵٬۲۰۰                 | ۷۳۰                   | جبرئیل زنگلان قبادلی کلبجر لاچین* (بردزور)                                                                               | ۳۴۱٬۲۰۰            | ۷٬۴۷۰             | موقعیت استان زنگزور شرقی در نقشهٔ جمهوری آذربایجان      |
| زنگزور شرقی         | قبادلی              | ۴۱٬۶۰۰                 | ۸۰۰                   | جبرئیل زنگلان قبادلی کلبجر لاچین* (بردزور)                                                                               | ۳۴۱٬۲۰۰            | ۷٬۴۷۰             | موقعیت استان زنگزور شرقی در نقشهٔ جمهوری آذربایجان      |
| زنگزور شرقی         | کلبجر               | ۹۴٬۱۰۰                 | ۳٬۰۵۰                 | جبرئیل زنگلان قبادلی کلبجر لاچین* (بردزور)                                                                               | ۳۴۱٬۲۰۰            | ۷٬۴۷۰             | موقعیت استان زنگزور شرقی در نقشهٔ جمهوری آذربایجان      |
| زنگزور شرقی         | لاچین               | ۷۸٬۶۰۰                 | ۱٬۸۴۰                 | جبرئیل زنگلان قبادلی کلبجر لاچین* (بردزور)                                                                               | ۳۴۱٬۲۰۰            | ۷٬۴۷۰             | موقعیت استان زنگزور شرقی در نقشهٔ جمهوری آذربایجان      |
| شکی-زاقاتالا        | اوغوز               | ۴۴٬۷۰۰                 | ۱٬۰۸۰                 | اوغوز بالاکن زاقاتالا شکی* قاخ قبله                                                                                      | ۶۲۶٬۷۰۰            | ۸٬۸۴۰             | موقعیت استان شکی-زاقاتالا در نقشهٔ جمهوری آذربایجان     |
| شکی-زاقاتالا        | بالاکن              | ۹۹٬۱۰۰                 | ۹۴۰                   | اوغوز بالاکن زاقاتالا شکی* قاخ قبله                                                                                      | ۶۲۶٬۷۰۰            | ۸٬۸۴۰             | موقعیت استان شکی-زاقاتالا در نقشهٔ جمهوری آذربایجان     |
| شکی-زاقاتالا        | زاقاتالا            | ۱۲۹٬۸۰۰                | ۱٬۳۵۰                 | اوغوز بالاکن زاقاتالا شکی* قاخ قبله                                                                                      | ۶۲۶٬۷۰۰            | ۸٬۸۴۰             | موقعیت استان شکی-زاقاتالا در نقشهٔ جمهوری آذربایجان     |
| شکی-زاقاتالا        | شکی                 | ۱۸۸٬۱۰۰                | ۲٬۴۳۰                 | اوغوز بالاکن زاقاتالا شکی* قاخ قبله                                                                                      | ۶۲۶٬۷۰۰            | ۸٬۸۴۰             | موقعیت استان شکی-زاقاتالا در نقشهٔ جمهوری آذربایجان     |
| شکی-زاقاتالا        | قاخ                 | ۵۷٬۲۰۰                 | ۱٬۴۹۰                 | اوغوز بالاکن زاقاتالا شکی* قاخ قبله                                                                                      | ۶۲۶٬۷۰۰            | ۸٬۸۴۰             | موقعیت استان شکی-زاقاتالا در نقشهٔ جمهوری آذربایجان     |
| شکی-زاقاتالا        | قبله                | ۱۰۷٬۸۰۰                | ۱٬۵۵۰                 | اوغوز بالاکن زاقاتالا شکی* قاخ قبله                                                                                      | ۶۲۶٬۷۰۰            | ۸٬۸۴۰             | موقعیت استان شکی-زاقاتالا در نقشهٔ جمهوری آذربایجان     |
| شروان کوهستانی      | آق‌سو                | ۸۱٬۰۰۰                 | ۱٬۰۲۰                 | آق‌سو اسماعیللی شماخی* قبوستان                                                                                            | ۳۲۲٬۲۰۰            | ۶٬۱۳۰             | موقعیت استان شروان کوهستانی در نقشهٔ جمهوری آذربایجان   |
| شروان کوهستانی      | اسماعیللی           | ۸۷٬۴۰۰                 | ۲٬۰۷۰                 | آق‌سو اسماعیللی شماخی* قبوستان                                                                                            | ۳۲۲٬۲۰۰            | ۶٬۱۳۰             | موقعیت استان شروان کوهستانی در نقشهٔ جمهوری آذربایجان   |
| شروان کوهستانی      | شماخی               | ۱۰۶٬۴۰۰                | ۱٬۶۷۰                 | آق‌سو اسماعیللی شماخی* قبوستان                                                                                            | ۳۲۲٬۲۰۰            | ۶٬۱۳۰             | موقعیت استان شروان کوهستانی در نقشهٔ جمهوری آذربایجان   |
| شروان کوهستانی      | قبوستان             | ۴۷٬۴۰۰                 | ۱٬۳۷۰                 | آق‌سو اسماعیللی شماخی* قبوستان                                                                                            | ۳۲۲٬۲۰۰            | ۶٬۱۳۰             | موقعیت استان شروان کوهستانی در نقشهٔ جمهوری آذربایجان   |
| شروان-سالیان        | بیله‌سوار            | ۱۰۵٬۱۰۰                | ۱٬۳۶۰                 | بیله‌سوار حاجی‌قبول سالیان شروان* نفت‌چاله                                                                                  | ۵۵۴٬۷۰۰            | ۶٬۹۶۰             | موقعیت استان شروان-سالیان در نقشهٔ جمهوری آذربایجان     |
| شروان-سالیان        | حاجی‌قبول            | ۷۶٬۶۰۰                 | ۱٬۶۰۰                 | بیله‌سوار حاجی‌قبول سالیان شروان* نفت‌چاله                                                                                  | ۵۵۴٬۷۰۰            | ۶٬۹۶۰             | موقعیت استان شروان-سالیان در نقشهٔ جمهوری آذربایجان     |
| شروان-سالیان        | سالیان              | ۱۳۹٬۹۰۰                | ۱٬۶۰۰                 | بیله‌سوار حاجی‌قبول سالیان شروان* نفت‌چاله                                                                                  | ۵۵۴٬۷۰۰            | ۶٬۹۶۰             | موقعیت استان شروان-سالیان در نقشهٔ جمهوری آذربایجان     |
| شروان-سالیان        | شروان               | ۸۷٬۴۰۰                 | ۷۰                    | بیله‌سوار حاجی‌قبول سالیان شروان* نفت‌چاله                                                                                  | ۵۵۴٬۷۰۰            | ۶٬۹۶۰             | موقعیت استان شروان-سالیان در نقشهٔ جمهوری آذربایجان     |
| شروان-سالیان        | نفت‌چاله             | ۸۸٬۹۰۰                 | ۱٬۴۵۰                 | بیله‌سوار حاجی‌قبول سالیان شروان* نفت‌چاله                                                                                  | ۵۵۴٬۷۰۰            | ۶٬۹۶۰             | موقعیت استان شروان-سالیان در نقشهٔ جمهوری آذربایجان     |
| قبه-خاچماز          | خاچماز              | ۱۷۹٬۸۰۰                | ۱٬۰۶۰                 | خاچماز* خودات سیه‌زن شابران قبه قوسار                                                                                     | ۵۵۴٬۷۰۰            | ۶٬۹۶۰             | موقعیت استان قبه-خاچماز در نقشهٔ جمهوری آذربایجان       |
| قبه-خاچماز          | قبه                 | ۱۷۳٬۴۰۰                | ۲٬۶۱۰                 | خاچماز* خودات سیه‌زن شابران قبه قوسار                                                                                     | ۵۵۴٬۷۰۰            | ۶٬۹۶۰             | موقعیت استان قبه-خاچماز در نقشهٔ جمهوری آذربایجان       |
| قبه-خاچماز          | قوسار               | ۹۹٬۰۰۰                 | ۱٬۵۰۰                 | خاچماز* خودات سیه‌زن شابران قبه قوسار                                                                                     | ۵۵۴٬۷۰۰            | ۶٬۹۶۰             | موقعیت استان قبه-خاچماز در نقشهٔ جمهوری آذربایجان       |
| قبه-خاچماز          | سیه‌زن               | ۴۲٬۶۰۰                 | ۷۰۰                   | خاچماز* خودات سیه‌زن شابران قبه قوسار                                                                                     | ۵۵۴٬۷۰۰            | ۶٬۹۶۰             | موقعیت استان قبه-خاچماز در نقشهٔ جمهوری آذربایجان       |
| قبه-خاچماز          | شابران              | ۵۹٬۹۰۰                 | ۱٬۰۹۰                 | خاچماز* خودات سیه‌زن شابران قبه قوسار                                                                                     | ۵۵۴٬۷۰۰            | ۶٬۹۶۰             | موقعیت استان قبه-خاچماز در نقشهٔ جمهوری آذربایجان       |
| قره‌باغ              | آغجابدیع            | ۱۳۶٬۸۰۰                | ۱٬۷۶۰                 | آغجابدیع آغ‌دام آغ‌دره (مارتاکرت) بردع ترتر خان‌کندی* (استپاناکرت) خواجه‌لی (ایوانیان) خواجه‌وند (مارتونی) شوشی فضولی هورادیز | ۹۰۰٬۳۰۰            | ۸٬۹۸۸             | موقعیت استان قره‌باغ در نقشهٔ جمهوری آذربایجان           |
| قره‌باغ              | آغ‌دام               | ۲۰۴٬۰۰۰                | ۱٬۱۵۰                 | آغجابدیع آغ‌دام آغ‌دره (مارتاکرت) بردع ترتر خان‌کندی* (استپاناکرت) خواجه‌لی (ایوانیان) خواجه‌وند (مارتونی) شوشی فضولی هورادیز | ۹۰۰٬۳۰۰            | ۸٬۹۸۸             | موقعیت استان قره‌باغ در نقشهٔ جمهوری آذربایجان           |
| قره‌باغ              | بردع                | ۱۵۷٬۵۰۰                | ۹۵۰                   | آغجابدیع آغ‌دام آغ‌دره (مارتاکرت) بردع ترتر خان‌کندی* (استپاناکرت) خواجه‌لی (ایوانیان) خواجه‌وند (مارتونی) شوشی فضولی هورادیز | ۹۰۰٬۳۰۰            | ۸٬۹۸۸             | موقعیت استان قره‌باغ در نقشهٔ جمهوری آذربایجان           |
| قره‌باغ              | ترتر                | ۱۰۴٬۷۰۰                | ۹۶۰                   | آغجابدیع آغ‌دام آغ‌دره (مارتاکرت) بردع ترتر خان‌کندی* (استپاناکرت) خواجه‌لی (ایوانیان) خواجه‌وند (مارتونی) شوشی فضولی هورادیز | ۹۰۰٬۳۰۰            | ۸٬۹۸۸             | موقعیت استان قره‌باغ در نقشهٔ جمهوری آذربایجان           |
| قره‌باغ              | خان‌کندی             | ۵۵٬۹۰۰                 | ۸                     | آغجابدیع آغ‌دام آغ‌دره (مارتاکرت) بردع ترتر خان‌کندی* (استپاناکرت) خواجه‌لی (ایوانیان) خواجه‌وند (مارتونی) شوشی فضولی هورادیز | ۹۰۰٬۳۰۰            | ۸٬۹۸۸             | موقعیت استان قره‌باغ در نقشهٔ جمهوری آذربایجان           |
| قره‌باغ              | خواجه‌لی             | ۲۸٬۸۰۰                 | ۱٬۰۰۰                 | آغجابدیع آغ‌دام آغ‌دره (مارتاکرت) بردع ترتر خان‌کندی* (استپاناکرت) خواجه‌لی (ایوانیان) خواجه‌وند (مارتونی) شوشی فضولی هورادیز | ۹۰۰٬۳۰۰            | ۸٬۹۸۸             | موقعیت استان قره‌باغ در نقشهٔ جمهوری آذربایجان           |
| قره‌باغ              | خواجه‌وند            | ۴۴٬۱۰۰                 | ۱٬۴۶۰                 | آغجابدیع آغ‌دام آغ‌دره (مارتاکرت) بردع ترتر خان‌کندی* (استپاناکرت) خواجه‌لی (ایوانیان) خواجه‌وند (مارتونی) شوشی فضولی هورادیز | ۹۰۰٬۳۰۰            | ۸٬۹۸۸             | موقعیت استان قره‌باغ در نقشهٔ جمهوری آذربایجان           |
| قره‌باغ              | شوشی                | ۳۴٬۷۰۰                 | ۳۱۰                   | آغجابدیع آغ‌دام آغ‌دره (مارتاکرت) بردع ترتر خان‌کندی* (استپاناکرت) خواجه‌لی (ایوانیان) خواجه‌وند (مارتونی) شوشی فضولی هورادیز | ۹۰۰٬۳۰۰            | ۸٬۹۸۸             | موقعیت استان قره‌باغ در نقشهٔ جمهوری آذربایجان           |
| قره‌باغ              | فضولی               | ۱۳۳٬۸۰۰                | ۱٬۳۹۰                 | آغجابدیع آغ‌دام آغ‌دره (مارتاکرت) بردع ترتر خان‌کندی* (استپاناکرت) خواجه‌لی (ایوانیان) خواجه‌وند (مارتونی) شوشی فضولی هورادیز | ۹۰۰٬۳۰۰            | ۸٬۹۸۸             | موقعیت استان قره‌باغ در نقشهٔ جمهوری آذربایجان           |
| قزاق-توووز          | آغستفا              | ۸۸٬۵۰۰                 | ۱٬۵۰۰                 | آغستفا توووز شمکر* قزاق قوولار گده‌بی                                                                                     | ۶۸۴٬۵۰۰            | ۷٬۰۳۰             | موقعیت استان قزاق-توووز در نقشهٔ جمهوری آذربایجان       |
| قزاق-توووز          | توووز               | ۱۷۷٬۲۰۰                | ۱٬۹۴۰                 | آغستفا توووز شمکر* قزاق قوولار گده‌بی                                                                                     | ۶۸۴٬۵۰۰            | ۷٬۰۳۰             | موقعیت استان قزاق-توووز در نقشهٔ جمهوری آذربایجان       |
| قزاق-توووز          | شمکر                | ۲۱۹٬۵۰۰                | ۱٬۶۶۰                 | آغستفا توووز شمکر* قزاق قوولار گده‌بی                                                                                     | ۶۸۴٬۵۰۰            | ۷٬۰۳۰             | موقعیت استان قزاق-توووز در نقشهٔ جمهوری آذربایجان       |
| قزاق-توووز          | قزاق                | ۹۸٬۴۰۰                 | ۷۰۰                   | آغستفا توووز شمکر* قزاق قوولار گده‌بی                                                                                     | ۶۸۴٬۵۰۰            | ۷٬۰۳۰             | موقعیت استان قزاق-توووز در نقشهٔ جمهوری آذربایجان       |
| قزاق-توووز          | گده‌بی               | ۱۰۰٬۹۰۰                | ۱٬۲۳۰                 | آغستفا توووز شمکر* قزاق قوولار گده‌بی                                                                                     | ۶۸۴٬۵۰۰            | ۷٬۰۳۰             | موقعیت استان قزاق-توووز در نقشهٔ جمهوری آذربایجان       |
| گنجه-داش‌کسن         | داش‌کسن              | ۳۵٬۴۰۰                 | ۱٬۰۵۰                 | داش‌کسن دلی‌محمدلی ساموخ گنجه* گورانبوی گوی‌گول نفتالان                                                                     | ۶۰۹٬۶۰۰            | ۵٬۲۷۰             | موقعیت استان گنجه-داش‌کسن در نقشهٔ جمهوری آذربایجان      |
| گنجه-داش‌کسن         | ساموخ               | ۵۸٬۸۰۰                 | ۱٬۴۵۰                 | داش‌کسن دلی‌محمدلی ساموخ گنجه* گورانبوی گوی‌گول نفتالان                                                                     | ۶۰۹٬۶۰۰            | ۵٬۲۷۰             | موقعیت استان گنجه-داش‌کسن در نقشهٔ جمهوری آذربایجان      |
| گنجه-داش‌کسن         | گنجه                | ۳۳۵٬۶۰۰                | ۱۱۰                   | داش‌کسن دلی‌محمدلی ساموخ گنجه* گورانبوی گوی‌گول نفتالان                                                                     | ۶۰۹٬۶۰۰            | ۵٬۲۷۰             | موقعیت استان گنجه-داش‌کسن در نقشهٔ جمهوری آذربایجان      |
| گنجه-داش‌کسن         | گورانبوی            | ۱۰۵٬۰۰۰                | ۱٬۷۰۰                 | داش‌کسن دلی‌محمدلی ساموخ گنجه* گورانبوی گوی‌گول نفتالان                                                                     | ۶۰۹٬۶۰۰            | ۵٬۲۷۰             | موقعیت استان گنجه-داش‌کسن در نقشهٔ جمهوری آذربایجان      |
| گنجه-داش‌کسن         | گوی‌گول              | ۶۴٬۶۰۰                 | ۹۲۰                   | داش‌کسن دلی‌محمدلی ساموخ گنجه* گورانبوی گوی‌گول نفتالان                                                                     | ۶۰۹٬۶۰۰            | ۵٬۲۷۰             | موقعیت استان گنجه-داش‌کسن در نقشهٔ جمهوری آذربایجان      |
| گنجه-داش‌کسن         | نفتالان             | ۱۰٬۲۰۰                 | ۴۰                    | داش‌کسن دلی‌محمدلی ساموخ گنجه* گورانبوی گوی‌گول نفتالان                                                                     | ۶۰۹٬۶۰۰            | ۵٬۲۷۰             | موقعیت استان گنجه-داش‌کسن در نقشهٔ جمهوری آذربایجان      |
| لنکران-آستارا       | آستارا              | ۱۰۹٬۷۰۰                | ۶۲۰                   | آستارا جلیل‌آباد گوی‌تپه لریک لنکران* لیمان ماساللی یاردیملی                                                               | ۹۴۶٬۷۰۰            | ۶٬۰۷۰             | موقعیت استان لنکران-آستارا در نقشهٔ جمهوری آذربایجان    |
| لنکران-آستارا       | جلیل‌آباد            | ۲۲۵٬۳۰۰                | ۱٬۴۴۰                 | آستارا جلیل‌آباد گوی‌تپه لریک لنکران* لیمان ماساللی یاردیملی                                                               | ۹۴۶٬۷۰۰            | ۶٬۰۷۰             | موقعیت استان لنکران-آستارا در نقشهٔ جمهوری آذربایجان    |
| لنکران-آستارا       | لریک                | ۸۵٬۸۰۰                 | ۱٬۰۸۰                 | آستارا جلیل‌آباد گوی‌تپه لریک لنکران* لیمان ماساللی یاردیملی                                                               | ۹۴۶٬۷۰۰            | ۶٬۰۷۰             | موقعیت استان لنکران-آستارا در نقشهٔ جمهوری آذربایجان    |
| لنکران-آستارا       | لنکران              | ۲۳۰٬۲۰۰                | ۱٬۵۴۰                 | آستارا جلیل‌آباد گوی‌تپه لریک لنکران* لیمان ماساللی یاردیملی                                                               | ۹۴۶٬۷۰۰            | ۶٬۰۷۰             | موقعیت استان لنکران-آستارا در نقشهٔ جمهوری آذربایجان    |
| لنکران-آستارا       | ماساللی             | ۲۲۷٬۷۰۰                | ۷۲۰                   | آستارا جلیل‌آباد گوی‌تپه لریک لنکران* لیمان ماساللی یاردیملی                                                               | ۹۴۶٬۷۰۰            | ۶٬۰۷۰             | موقعیت استان لنکران-آستارا در نقشهٔ جمهوری آذربایجان    |
| لنکران-آستارا       | یاردیملی            | ۶۸٬۰۰۰                 | ۶۷۰                   | آستارا جلیل‌آباد گوی‌تپه لریک لنکران* لیمان ماساللی یاردیملی                                                               | ۹۴۶٬۷۰۰            | ۶٬۰۷۰             | موقعیت استان لنکران-آستارا در نقشهٔ جمهوری آذربایجان    |
| میل-مغان            | ایمیشلی             | ۱۳۱٬۴۰۰                | ۱٬۸۹۰                 | ایمیشلی* بیلقان ساعتلی صابرآباد                                                                                          | ۵۱۸٬۸۰۰            | ۵٬۶۷۰             | موقعیت استان میل-مغان در نقشهٔ جمهوری آذربایجان         |
| میل-مغان            | بیلقان              | ۹۹٬۵۰۰                 | ۱٬۱۳۰                 | ایمیشلی* بیلقان ساعتلی صابرآباد                                                                                          | ۵۱۸٬۸۰۰            | ۵٬۶۷۰             | موقعیت استان میل-مغان در نقشهٔ جمهوری آذربایجان         |
| میل-مغان            | ساعتلی              | ۱۰۹٬۱۰۰                | ۱٬۱۸۰                 | ایمیشلی* بیلقان ساعتلی صابرآباد                                                                                          | ۵۱۸٬۸۰۰            | ۵٬۶۷۰             | موقعیت استان میل-مغان در نقشهٔ جمهوری آذربایجان         |
| میل-مغان            | صابرآباد            | ۱۷۸٬۸۰۰                | ۱٬۴۷۰                 | ایمیشلی* بیلقان ساعتلی صابرآباد                                                                                          | ۵۱۸٬۸۰۰            | ۵٬۶۷۰             | موقعیت استان میل-مغان در نقشهٔ جمهوری آذربایجان         |
| نخجوان              | اردوباد             | ۵۰٬۲۰۰                 | ۹۸۰                   | اردوباد بابک جلفا شاهبوز شرور نخجوان*                                                                                    | ۴۵۹٬۶۰۰            | ۵٬۵۰۰             | موقعیت جمهوری خودمختار نخجوان در نقشهٔ جمهوری آذربایجان |
| نخجوان              | بابک                | ۷۶٬۲۰۰                 | ۸۳۰                   | اردوباد بابک جلفا شاهبوز شرور نخجوان*                                                                                    | ۴۵۹٬۶۰۰            | ۵٬۵۰۰             | موقعیت جمهوری خودمختار نخجوان در نقشهٔ جمهوری آذربایجان |
| نخجوان              | جلفا                | ۴۷٬۰۰۰                 | ۹۳۰                   | اردوباد بابک جلفا شاهبوز شرور نخجوان*                                                                                    | ۴۵۹٬۶۰۰            | ۵٬۵۰۰             | موقعیت جمهوری خودمختار نخجوان در نقشهٔ جمهوری آذربایجان |
| نخجوان              | شاهبوز              | ۲۵٬۳۰۰                 | ۸۴۰                   | اردوباد بابک جلفا شاهبوز شرور نخجوان*                                                                                    | ۴۵۹٬۶۰۰            | ۵٬۵۰۰             | موقعیت جمهوری خودمختار نخجوان در نقشهٔ جمهوری آذربایجان |
| نخجوان              | شرور                | ۱۱۷٬۶۰۰                | ۸۷۰                   | اردوباد بابک جلفا شاهبوز شرور نخجوان*                                                                                    | ۴۵۹٬۶۰۰            | ۵٬۵۰۰             | موقعیت جمهوری خودمختار نخجوان در نقشهٔ جمهوری آذربایجان |
| نخجوان              | صدرک                | ۱۶٬۱۰۰                 | ۱۶۰                   | اردوباد بابک جلفا شاهبوز شرور نخجوان*                                                                                    | ۴۵۹٬۶۰۰            | ۵٬۵۰۰             | موقعیت جمهوری خودمختار نخجوان در نقشهٔ جمهوری آذربایجان |
| نخجوان              | کنگرلی              | ۳۲٬۷۰۰                 | ۷۰۰                   | اردوباد بابک جلفا شاهبوز شرور نخجوان*                                                                                    | ۴۵۹٬۶۰۰            | ۵٬۵۰۰             | موقعیت جمهوری خودمختار نخجوان در نقشهٔ جمهوری آذربایجان |
| نخجوان              | نخجوان              | ۹۴٬۵۰۰                 | ۱۹۰                   | اردوباد بابک جلفا شاهبوز شرور نخجوان*                                                                                    | ۴۵۹٬۶۰۰            | ۵٬۵۰۰             | موقعیت جمهوری خودمختار نخجوان در نقشهٔ جمهوری آذربایجان |

## نقشه‌ها

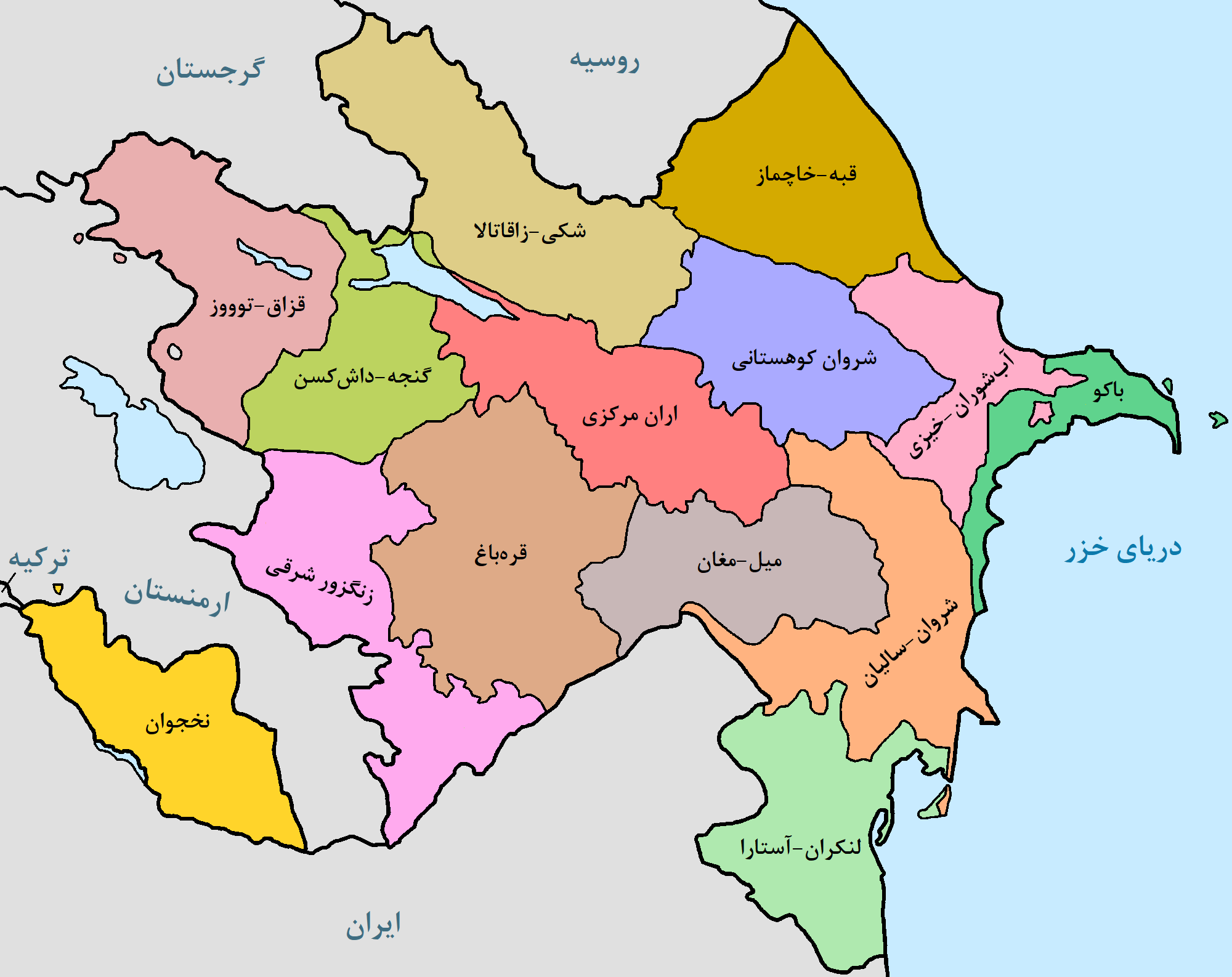
سطح اول تقسیمات کشوری جمهوری آذربایجان: ۱۴ بخش
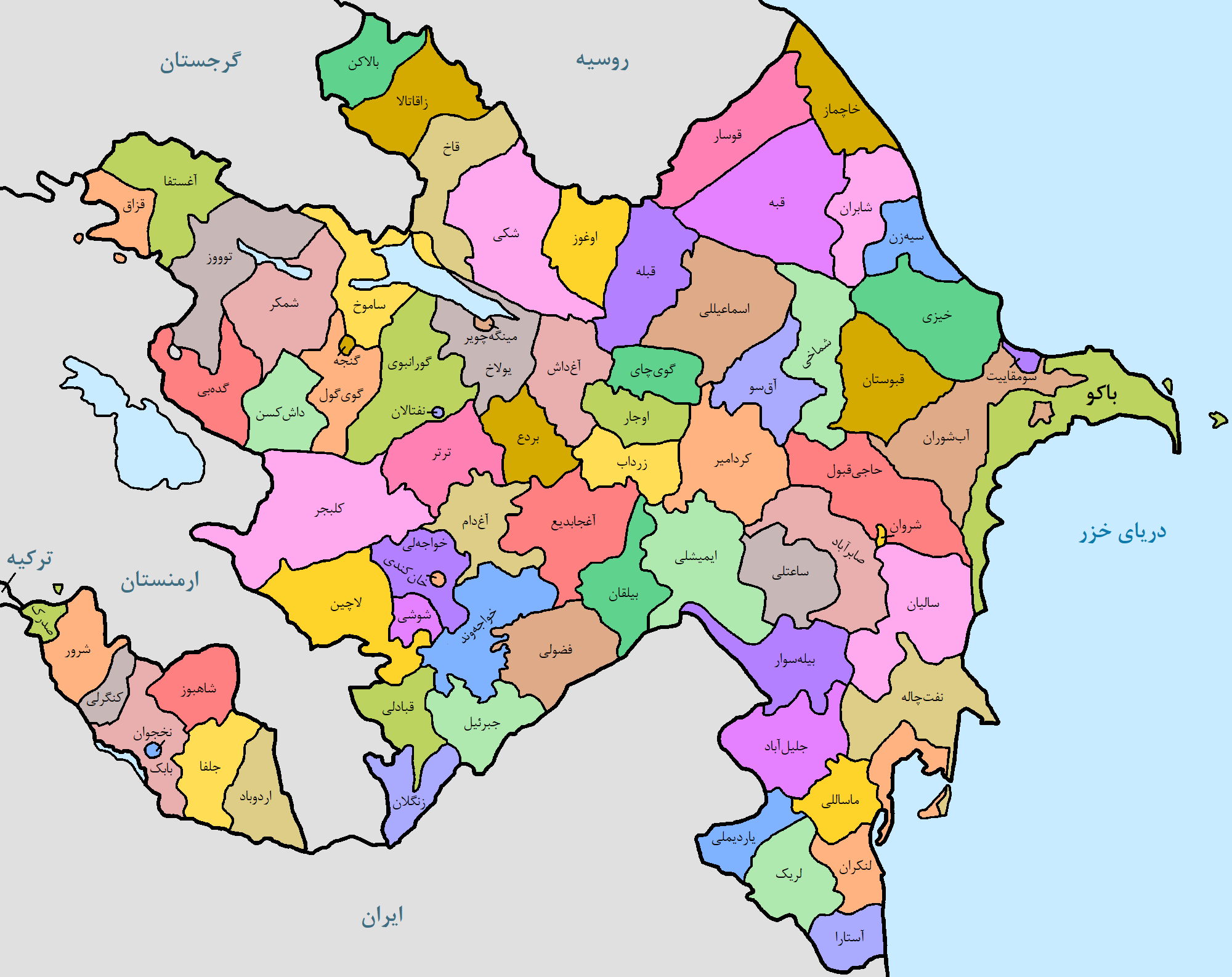
سطح دوم تقسیمات کشوری جمهوری آذربایجان: ۷۴ بخش

## واژه‌نامه
1. ↑  İqtisadi Rayon
2. ↑  Rayon
3. ↑  Respublika Tabeli Şəhər